# Бронежилет

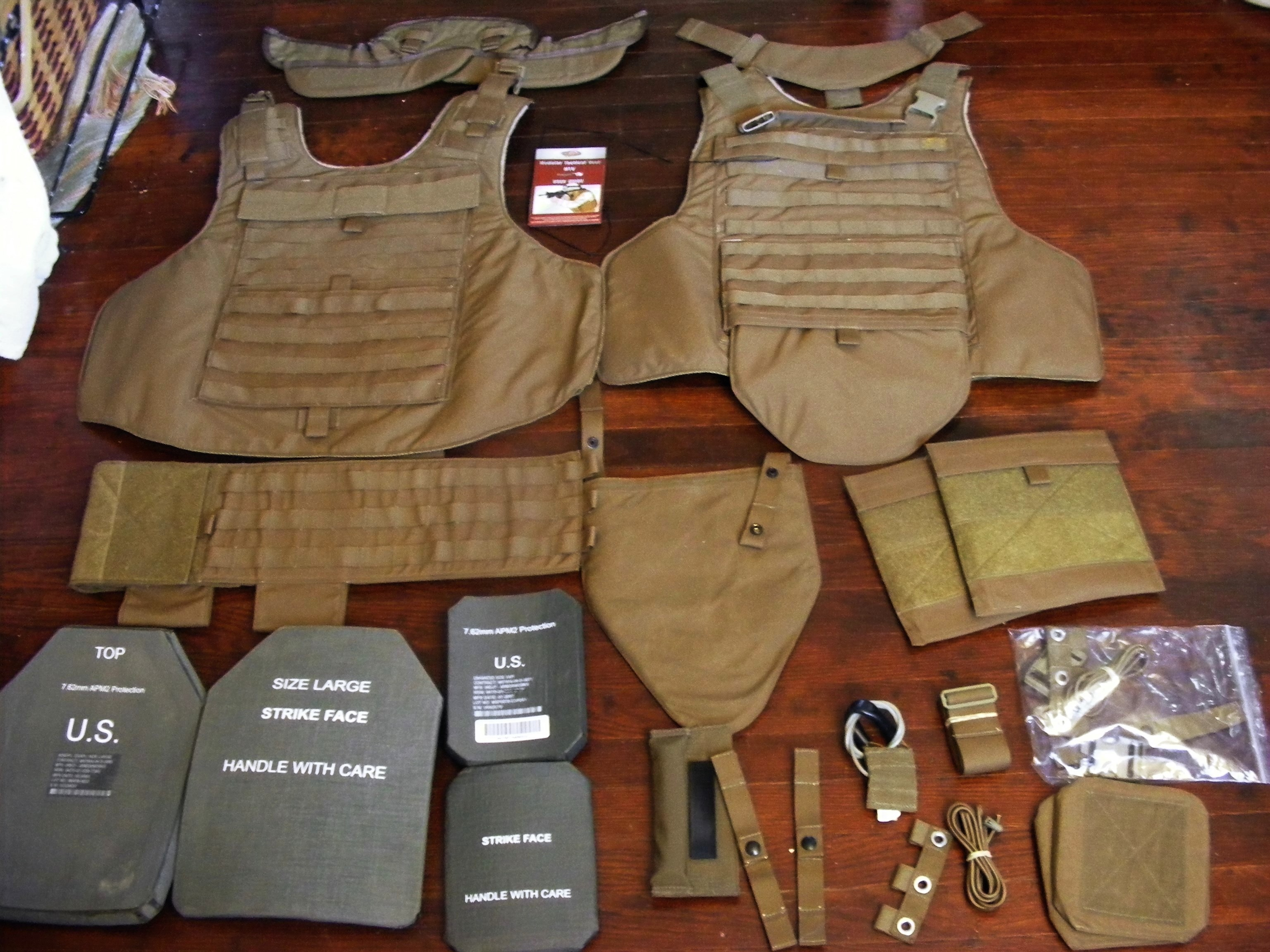
Частини бронежилета

Бронежиле́т — елемент захисного одягу, призначений для захисту від уражень вогнепальної та холодної зброї, чи осколкових часток вибухових пристроїв. Отримав назву за схожість зі звичайним жилетом — нагрудний і наспинний елементи, відсутність рукавів. Складається з матеріалів, що руйнують кулю і розсіюють її енергію, наприклад, кевлару і металевих або керамічних пластин. Основу м'яких жилетів складають високомодульні арамідні тканини з багатьох шарів міцних синтетичних волокон.
М'які жилети звичайно використовують працівники правоохоронних органів і приватних служб охорони, а твердо-пластинчасті армовані жилети — переважно солдати в арміях різних держав.

## Історія

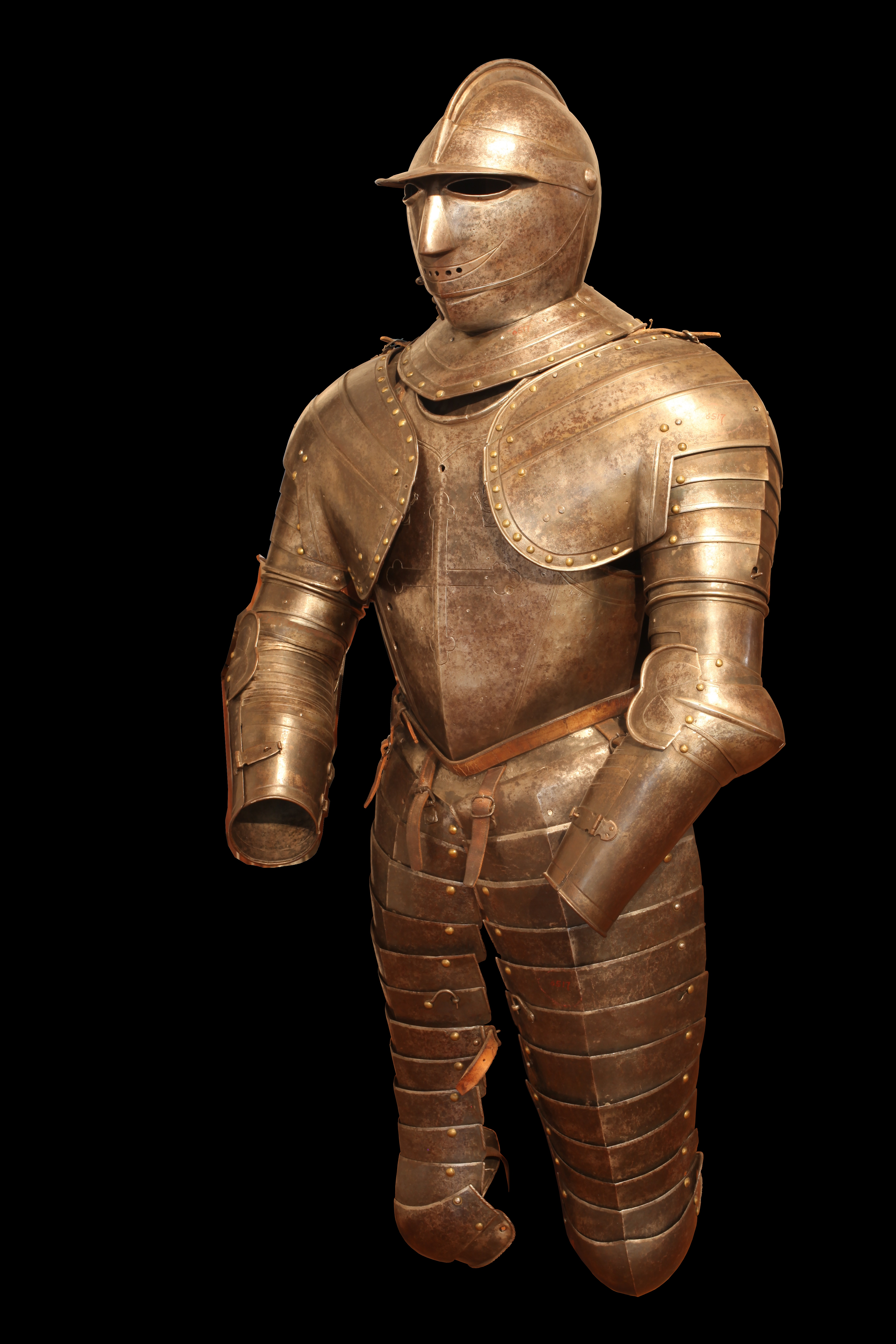
Кіраса

З появою та розвитком ручної вогнепальної зброї захисні обладунки втрачають свою роль. Лицарські обладунки поступаються місцем легким панцирам, наколінникам та наручам, які захищали лише груди і спину і частини кінцівок. З часом наколінники та наручі зникають, а нагрудники починають виготовлятися з міцної шкіри й тканин. Такі види обладунків не могли захистити від кулі з близької відстані, але залишалися у використанні у зв'язку з широким використанням холодної зброї. В деяких родах військ обладунки залишалися до середини XIX століття. Найдовше обладунки у вигляді кіраси протрималися на озброєнні кірасирів — важкої кавалерії.

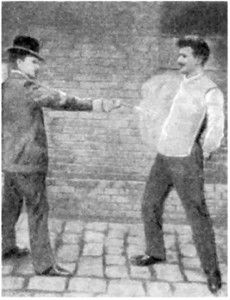
Випробування бронежилета, 1901 рік.

  Куленепробивні жилети стали комерційно доступні з кінця 19 століття, зазвичай виготовлені з шовку, що сповільнював швидкість кулі та здатність до проникнення. Саме такий був на ерцгерцогу Франку Фердинанду, коли його застрелили у червні 1914 року.
До Першої світової війни жодні засоби захисту у війську не використовували. Через появу кулеметів виникла необхідність якимось чином захистити піхотинця від згубного вогню. Спочатку вирішили повернутися до кіраси. Німці для штурмових частин сконструювали кірасоподібний сталевий нагрудник, який захищав груди, живіт та шию піхотинця від випадкових куль та осколків. Однак він був занадто важким, сковував рухи піхотинця і не захищав від гвинтівкових куль.
Тоді ж комерційні пропозиції на види захисного одягу з'явились і у Великій Британії. Зокрема компанія  «Wilkinson Sword» виставила на продаж куленепробивний френч, обшитий зсередини сталлю, який, згідно з позиціюванням, захищав від куль 45 калібру .455 Webley. Більш масово виготовленим товаром був корпусний щит «Crossman» виробництва компанії «Tyler & Tyler» з Лестера з тієї ж сталі, що і стандартні шоломи британської армії, і призначений для відбиття стрільби з гвинтівки та кулемета. Є докази того, що армія використовувала подібні бронежилети, але, ймовірно, в обмежених кількостях. 
Для ефективного захисту у бронежилетах використовували елементи з високоміцної сталі, які були дуже важкими. Просте нарощення бронеелементів підвищувало масу всієї системи, тому лише деякі роди військ використовували такі бронежилети (наприклад, американські льотчики-бомбардувальники). Занадто тонкі пластини не забезпечували надійного захисту.
Новий інтерес до бронежилетів виник у середині XX століття в зв'язку з новими винаходами високоякісних та легких сортів сталі, застосуванням нових видів металів та неметалічних матеріалів. Справжньою революцією став винахід кевлару. Також суттєвим внеском стало вдосконалення бронеелементів із застосуванням алюмінію. Використовують комбінацію металевих, керамічних та тканинних елементів.
Наука досі не спромоглася винайти броню, яка б надійно захищала від усіх типів куль. Відповідно до різних фізичних властивостей броні бронежилети можуть витримувати влучання одних і не витримувати зовсім інших куль в силу їх різноманітних характеристик (початкової швидкості, зупиняючої та заброньової дії тощо).

## Класи захисту
В США застосовуються вимоги англ. NIJ 0101.06, у Великій Британії — англ. HOSDB Body armour standart, у Німеччині — нім. TR BALLISTISHE SCHUTZWESTEN.

### ДСТУ
В Україні класи бронежилетів визначаються згідно з ДСТУ 8782:2018 Засоби індивідуального захисту. Бронежилети. Класифікація. Загальні технічні умови та ДСТУ 8788:2018 Засоби індивідуального захисту. Бронежилети. Методи контролювання захисних властивостей (заміна ДСТУ В 4103-2002: Засоби індивідуального захисту, бронежилети, Загальні технічні умови, який було прийнято в 2002 р Державним комітетом України з питань технічного регулювання та споживчої політики, а розроблено Інститутом проблем матеріалознавства Національної Академії Наук України). ДСТУ відрізняється від ГОСТу Р 50744-95.
Бронежилети згідно з конструктивним виконанням умовно поділяють на три типи:
- ТИП А — м'які (гнучкі) бронежилети з захисною структурою на основі спеціальних тканин.
- ТИП Б — напівжорсткі бронежилети диференційного класу захисту з базовою захисною структурою на основі спеціальних тканин та додатковими жорсткими захисними елементами.
- ТИП В — жорсткі (або напівжорсткі) бронежилети із захисною структурою на основі жорстких захисних та амортизувальних елементів.[6]

Бронежилети призначені для захисту тіла людини від ураження кулями вогнепальної зброї, холодною зброєю та уламками ручної гранати. Вони повинні відповідати класу захисту, наведеному в таблиці 1 Але в самій таблиці містяться показники щодо куль вогнепальної зброї, та дії холодної зброї, та не міститься жодного згадування про уламки ручних гранат, хоча ручні гранати бувають різного виду, з різною вагою уламків та їхньою швидкістю. Крім того, не вказана відстань, з якої бронежилети починають тримати ці уламки, умова фіксації пластини. Пункт 4.2 ДСТУ вказує на кількість класів та вказує на таблицю 1.
«4.2 Бронежилети за стійкістю до дії засобів ураження поділяють на чотири класи. Характеристики класів бронежилетів наведено у таблиці 1.»
Тобто з тексту виходить, що в Україні лише чотири класи захисту, але в таблиці 1 вказано 9 класів:
1, 1-А, 2, 2-А, 3, 4, 5, 6 та спеціальний. Скоріше за все помилка закралась, через те, що з самого початку планувалось вводити саме чотири класи, але потім їх розбили на більшу кількість, таблицю замінили, а пункт не виправили.
Бронежилети за стійкістю до дії засобів ураження поділяють на дев'ять класів. Характеристики класів наведенні в таблиці.
| Клас захисту | зброя                           | Характеристика уражального елемента — кулі                   | Характеристика уражального елемента — кулі              | Характеристика уражального елемента — кулі | Характеристика уражального елемента — кулі |
| Клас захисту | зброя                           | Калібр, тип                                                  | Опис                                                    | Маса кулі, г.                              | Швидкість кулі, м/с                        |
| ------------ | ------------------------------- | ------------------------------------------------------------ | ------------------------------------------------------- | ------------------------------------------ | ------------------------------------------ |
| 1            | Пістолет ПМ                     | 9-мм куля пістолетного патрона 57-Н-181 с                    | У сталевій оболонці зі сталевим осередям                | 5,9                                        | 315±10                                     |
| 1-А          | Пістолет АПС                    | 9-мм куля пістолетного патрона 57-Н-181 с                    | У сталевій оболонці зі сталевим осередям                | 5,9                                        | 330±10                                     |
| 2            | Пістолет ТТ                     | 7,62-мм куля пістолетного патрона 57-Н-134 с                 | У сталевій оболонці зі сталевим осередям                | 5,5                                        | 430±15                                     |
| 2-А          | Мисливська гладкоствольна зброя | Куля Бреннеке мисливського патрона 12-го калібру             | Свинцева без оболонки                                   | 35                                         | 400±15                                     |
| 3            | Автомат АК-74                   | Куля 5,45-мм патрон 7Н6                                      | У сталевій оболонці зі сталевим осередям                | 3,4                                        | 910±15                                     |
| 3            | Автомат АКМ                     | Куля 7,62-мм патрона зразка 1943 р. 57-Н-231                 | У сталевій оболонці зі сталевим осередям                | 7,9                                        | 730±15                                     |
| 3            | Автомат АК-74                   | куля 5,45-мм патрон 7Н10с                                    | У сталевій оболонці зі сталевим термозміцненим осередям | 3,6                                        | 910±15                                     |
| 4            | Гвинтівка СВД                   | 7,62-мм гвинтівкового патрона 57-Н-323с                      | У сталевій оболонці зі сталевим осередям                | 9,6                                        | 850±15                                     |
| 5            | Автомат АКМ                     | Куля БЗ(бронебійно-запалювальна) 7,62-мм автоматного патрона | У сталевій оболонці зі сталевим термозміцненим осередям | 7,4                                        | 745±15                                     |
| 6            | Гвинтівка СВД                   | Куля Б-32 7,62-мм гвинтівкового патрона                      | У сталевій оболонці зі сталевим термозміцненим осередям | 10,4                                       | 850±15                                     |
| Спеціальний  | Холодна зброя                   | Кинджал, ніж                                                 | ніж Згідно з ДСТУ В 4104                                | —                                          | Енергія удару — 40 Дж                      |

### Площа бронежилета
Найпоширеніші групи бронежилетів за площею захисту:
- 18 дм²
- 25-20 дм²
- 28-42 дм²

Площа жилета початково залежить від мети застосування, також для військових — від площі бронепластин, які будуть використовуватись.
Типовою формою бронепластини є прямокутник (рідше квадрат) із зрізаними кутами (частіше — верхніми). Також, бронепластина має незначний мостоподібний вигин.

## Маса бронежилета
Загальна маса бронежилета залежить від площі захисту і від матеріалу, з якого виготовлена кулезахисна пластина. Маса є головним параметром, що визначає час безперервного носіння бронежилета.
| Маса (кг) | Час носіння (год) |
| --------- | ----------------- |
| до 3      | понад 24          |
| до 7      | 12                |
| до 9      | 9                 |
| до 12     | 5                 |
| до 16     | 2                 |
| до 23     | 1                 |

## Розмір
| Розмір | Обхват грудей (см) | Ріст (см) |
| ------ | ------------------ | --------- |
| L      | 96-104             | до 176    |
| XL     | 104-112            | 176-182   |
| XXL    | 112-120            | понад 182 |

## Матеріали для виготовлення

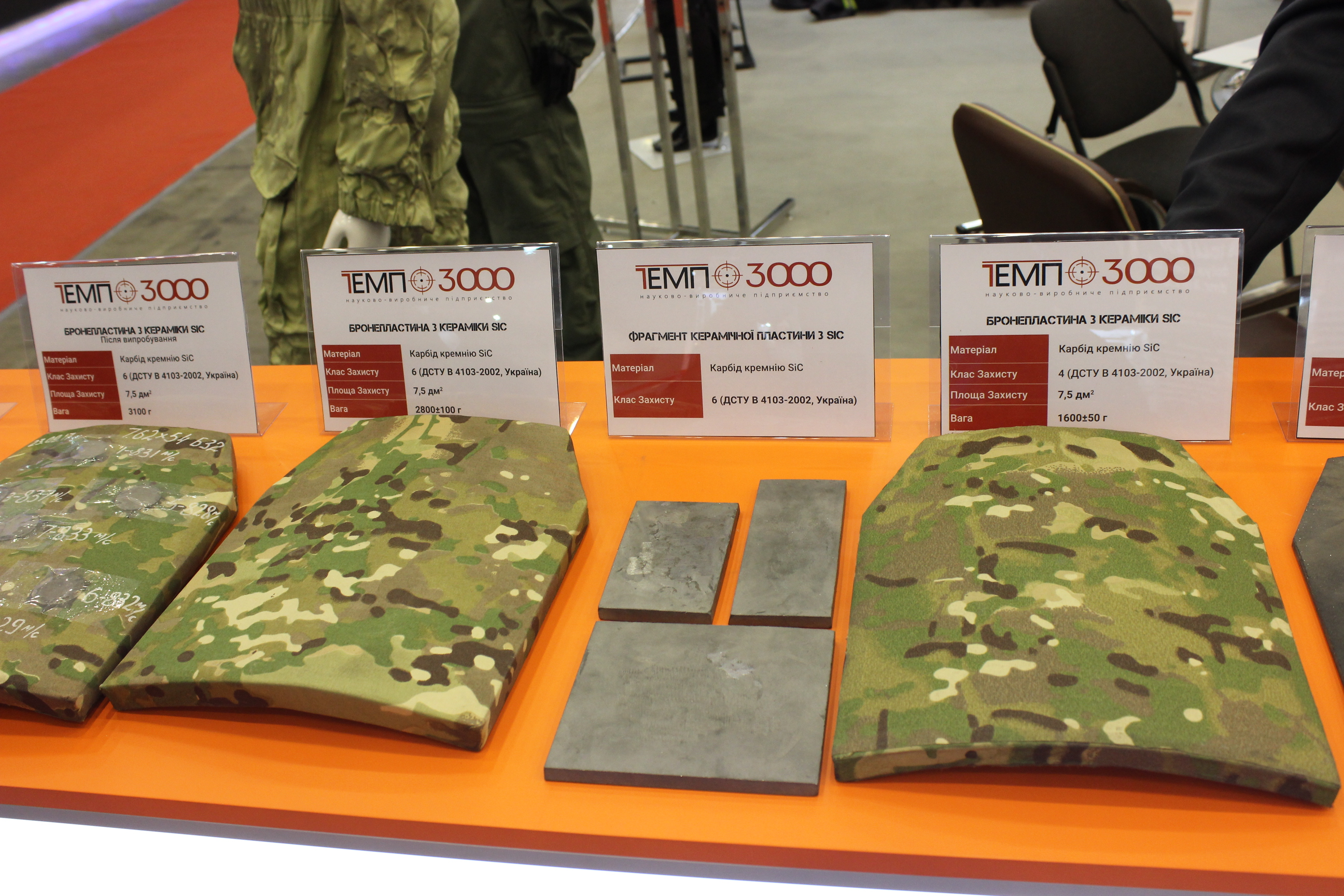
Бронепластини з карбіду кремнію (карборунд, SiC) виробництва Темп-3000, Україна.

### Метали
Серед металів використовують сталь і титан. Броньові пластини зі сталі й титану використовують у бронежилетах 4-5 класів захисту. Вони вирізняються високою стійкістю і можуть витримувати багаторазові влучання. Виробництво бронежилетів зі сталевими елементами відносно дешеве, проте вони доводять масу бронежилета до 8-10 кг і не рятують від заперешкодної дії кулі (навіть якщо бронежилет не пробито, куля однаково завдає надпотужний удар по людському тілу), тому бронежилет з металевими пластинами рідко коли може врятувати від пострілу дробовою рушницею. В перспективі розглядається зменшення ваги та поліпшення захисних якостей легких класів у разі їх виготовлення з металевої піни.

### Тканини
У 60-х роках було винайдено спеціалізовані балістичні тканини (кевлар, певні сорти поліетилену). Вони вирізняються міцною молекулярною структурою. На відміну від металевих бронеелементів кілька шарів балістичної тканини ефективно нейтралізують заброньову дію кулі. Тканинні бронежилети мають масу 3-4 кілограми. Проте межа тканинних бронежилетів — 1-3 клас. Балістичні тканини не витримають кулі штурмових гвинтівок. Тканинні бронежилети досить дорогі у виробництві.

### Керамічні матеріали
Керамічна броня є дуже міцною. Вона трохи легша від металевої, але важча за тканинні бронеелементи. Вона має один принциповий недолік — низьку живучість. Після двох-трьох влучень кераміка розлітається на друзки й практично не забезпечує захисту. Керамічні бронелементи є дуже дорогими у виробництві.

## Додаткові заходи покращення бронежилета
Найрозповсюдженіший захід покращення бронежилету — застосування модульних конструкцій бронежилетів.
Суть:
- виготовляється бронежилет 1 або 2 класу захисту (наприклад, тканинний)
- він оснащується кишеньками з балістичної тканини
- у кишеньки вставляються сталеві або керамічні бронепластини, що закривають найбільш важливі внутрішні органи людини (серце, печінку тощо)

Ще одним заходом є поєднання бронежилета з іншими елементами спорядження. Подібні бронежилети оснащують стандартним набором кишень та підсумків для перенесення боєприпасів та різноманітного спорядження. Якщо куля влучить, наприклад, у підсумок з набоями, вона деформується та втрачає початкову швидкість та частину своєї енергії на подолання перешкоди. Таким чином бронежилету легше її зупинити.
Основну увагу при розробці систем індивідуального бронезахисту приділяють загрозам, що існують під час проведення бойових дій проти іррегулярних збройних формувань («мінна війна», широке застосування саморобних вибухових пристроїв тощо).

## Недоліки
Бронежилети, особливо з металевими пластинами, мають значну вагу, яка сковує та обмежує рухи, зменшує час незнімного носіння.
Також, при «не пробої» кулею чи осколком з великою кінетичною енергією, можлива так звана «позамежна травма» (як при забої внутрішніх органів), військовик живий, але в середині «сформувалась» загроза для життя.
Головним же недоліком спецзасобу є те що куля, за ймовірності пройти навиліт не задівши чи завдавши несмертельних уражень органам, при потраплянні у пластину (з внутрішньої сторони, та що до тіла) діє на більшу ділянку, що може зумовити фатальні ушкодження кісток та внутрішніх органів.

## Використання в країнах світу

### США

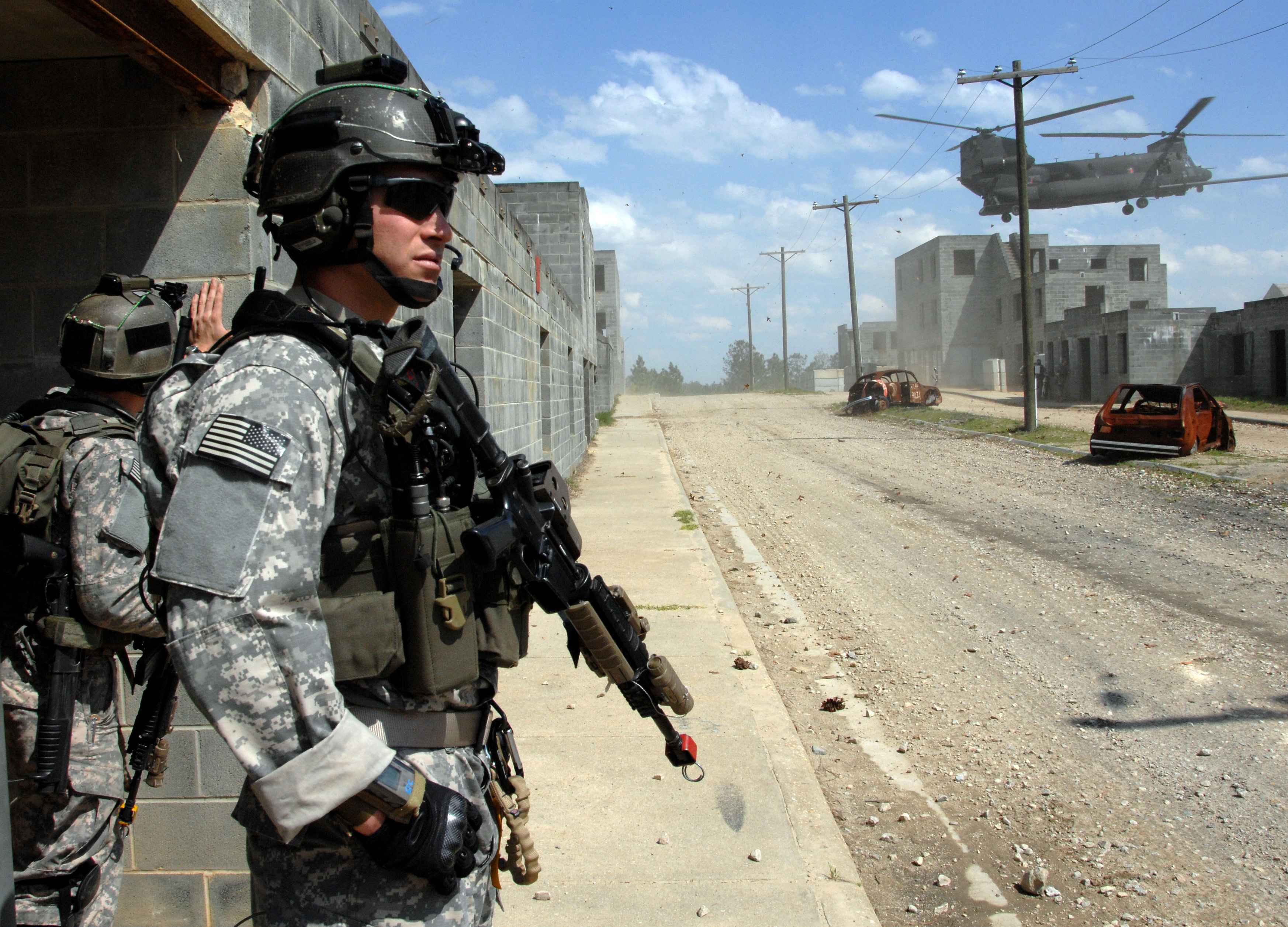
Військовослужбовці з 75-го полку рейнджерів.

На озброєнні військ сухопутного призначення Збройних сил США до 2003-го року стояв бронежилет PASGT-V, який не включає до свого складу титанові пластини. Він повністю тканинний. Його завдання полягало в захисті людини від осколків снарядів, забійних елементів, каменів, шрапнелі.
Система бронезахисту особового складу сухопутних військ включала в себе:
- бронежилет PASGT-V
- шолом PASGT-H
- легкий бронежилет ISAPO

Цей набір було призначено для кожного військовослужбовця армії США. Спеціально для солдатів 75-го полку рейнджерів поставляють бронекомплект РБА, який складається з таких елементів:
- шолом PASGT-H
- жилет гнучкого типу Flexible Vest
- пластина з кераміки змінного типу

Цей комплект має ті ж захисні властивості, що й PASGT. Проте керамічні пластини, які вставлені в грудну кишеню бронежилета РБА, забезпечують захист військовослужбовця тільки спереду. Бронежилет PASGT-V оберігає верхню частину тулуба людини спереду і ззаду. Такий бронеодяг виглядає, як звичайний жилет, що має стоячий комір. Покриття виготовлено з нейлонової тканини, що відштовхує вологу. Внутрішня поверхня бронежилета оливкового відтінку, ззовні він має забарвлення по типу «лісиста місцевість». Бронежилет з точки зору балістичної наповненості складається з 13 шарів і тканини Арамід водовідштовхувальної властивості.

### Україна

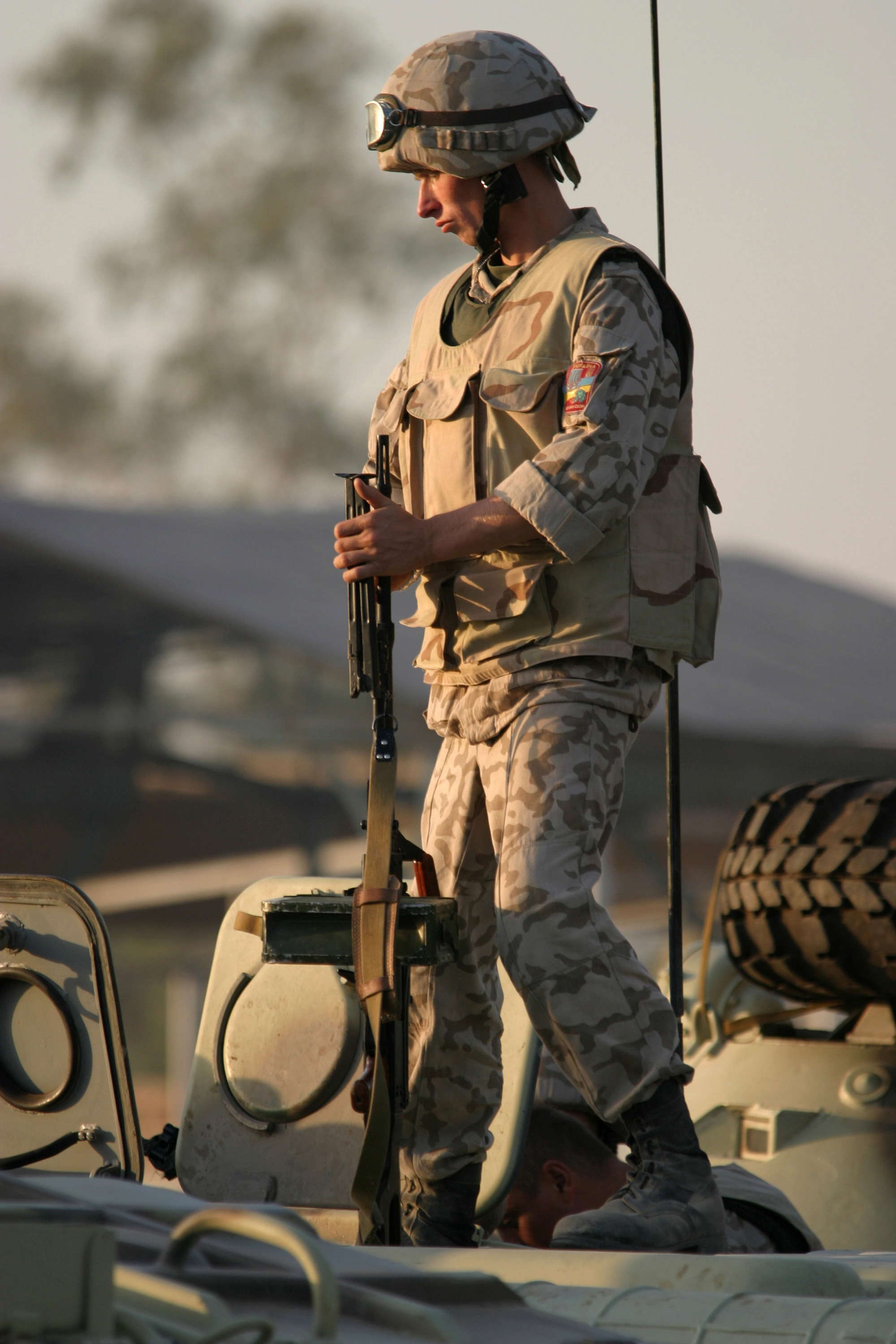
Український солдат в Іраку.

Українські прикордонники використовують бронежилети другого класу, які захищають від куль з пістолета Макарова на дальній та близькій відстані, а також від удару ножем. Ці бронежилети знаходяться і в райвідділах міліції. Спецпідрозділи «Омега» чи «Альфа» використовують захисне спорядження не нижче четвертого класу. ЗСУ, від 2006-го року, споряджаються бронежилетами «Корсар», які виробляє підприємство «Темп-3000». Вони захищають від кулі з автомата Калашникова двох калібрів: 7.62*39 мм і 5.45*39 мм. Крім того, волонтери оснащують армію бронежилетами й інших українських виробників, які тестують за участі правоохоронних органів. Зокрема в Чернівцях бронежилети 4 та 5 класу захисту підприємств Січ та АМС показали відмінні результати. З 04.2014 року, в Україні, терміново почали, масово,  виготовляти сертифіковані бронежилети "Патріот" 4 та 5 класу( ТОВ Весь мир бронедверей).Патріот (бронежилет) Українські військові в зоні антитерористичної операції мають не лише українські бронежилети. Наприклад, 51-ша механізована бригада чи 80-та окрема ДШБ певний час отримували бронежилети, які волонтери купували на вторинному ринку.
Станом на 2022 рік постало питання про доповнення та оновлення стандартів ДСТУ, зокрема щодо набоїв іноземних виробників, та патронів оновлених взірців. Якщо, у 2014 році, багато бронежилетів купували військові  та волонтери, за власний рахунок, то після 2022 року, сили оборони України, почали забезпечуватись якісними , сертифікованними бронежилетами, централізовано й у великій кількості. Через збільшення фінансування, останні роки, армію забезпечують бронежилетами з керамічними плитами 6 класу, повноцінним кевларовим захистом, тощо. 

## Додаткові факти
- Для випробовування бронежилетів в армії Великої Британії їх одягали на свиней, яких потім підривали. За останні три роки через подібні експерименти загинуло 115 тварин. 23 з 27 партнерів Великої Британії в НАТО використовують при подібних випробовуваннях манекени[22].
- Бронежилети носять не лише люди, а й собаки[23], зокрема такі бронежилети виготовляють і українські виробники
- Існує два відомих види бронежилетів для жінок:[24]
  - «плитоноска» типова — вставляють специфічно вигнуті бронепластини[25]
  - не типова «плитоноска» (з анатомічним демпфером) зі звичними пластинами[26][27]

### Відео
- Бронежилети, класи захисту, матеріали від А до Я. на YouTube 32.39" (II.2022)